# Little Look Back
«Little Look Back» —en español: «Una miradita hacia atrás»— es una canción interpretada por la banda alemana Axxis  y fue escrita por Bernhard Weiss y Walter Pietsch.  Fue incluida por primera ocasión en el álbum Axxis II,  publicado por EMI Music en 1990.

## Descripción
Aunque apareció anteriormente en Axxis II, este tema fue lanzado como sencillo del disco en directo Access All Areas,  publicado en 1991. En esta producción se numeró la canción «Touch the Rainbow» aparecida en el álbum en vivo antes mencionado y la versión en estudio de «Little Look Back».

## Lista de canciones
Todos los temas fueron escritos por Bernhard Weiss y Walter Pietsch.

| N.º | Título                                  | Duración |  |
| 1.  | «Little Look Back» (en vivo)            | 3:57     |  |
| 2.  | «Touch the Rainbow» (en vivo)           | 3:32     |  |
| 3.  | «Little Look Back» (versión de estudio) | 3:58     |  |

## Créditos
- Bernhard Weiss — voz principal y guitarra rítmica.
- Harry Oellers — teclados.
- Walter Pietsch — guitarra principal y coros.
- Werner Kleinmans — bajo.
- Richard Michalski — batería.